# BAFA NL Premiership 2017
La BAFA NL Premiership 2017 è la 32ª edizione del campionato di football americano di primo livello, organizzato dalla BAFA.

## Squadre partecipanti
| Club                  | Città         | Stadio | Sponsor ufficiale | Risultato nella stagione 2016 |
| --------------------- | ------------- | ------ | ----------------- | ----------------------------- |
| Bristol Aztecs        | Bristol       |        |                   |                               |
| Bury Saints           | Thetford      |        |                   |                               |
| East Kilbride Pirates | East Kilbride |        |                   |                               |
| Edinburgh Wolves      | Edimburgo     |        |                   |                               |
| Farnham Knights       | Farnham       |        |                   |                               |
| Lancashire Wolverines | Blackburn     |        |                   |                               |
| London Blitz          | Londra        |        |                   |                               |
| London Warriors       | Londra        |        |                   |                               |
| Merseyside Nighthawks | Liverpool     |        |                   |                               |
| Sheffield Giants      | Sheffield     |        |                   |                               |
| Tamworth Phoenix      | Atherstone    |        |                   |                               |

## Stagione regolare

### Calendario

#### 1ª giornata
| East Kilbride 9 aprile 2017 | East Kilbride Pirates | 26 – 26 | Edinburgh Wolves |  |

#### 2ª giornata
| 16 aprile 2017 | London Warriors | 57 – 21 | Bury Saints |  |

#### 3ª giornata
| 23 aprile 2017 | Sheffield Giants | 0 – 31 | Edinburgh Wolves |  |

| 23 aprile 2017 | Bristol Aztecs | 56 – 13 | Farnham Knights |  |

#### 4ª giornata
| 30 aprile 2017 | East Kilbride Pirates | 21 – 6 | Sheffield Giants |  |

| 30 aprile 2017 | London Warriors | 27 – 7 | Farnham Knights |  |

| 30 aprile 2017 | Bristol Aztecs | 23 – 36 | London Blitz |  |

#### 5ª giornata
| 7 maggio 2017 | Tamworth Phoenix | 52 – 0 | Lancashire Wolverines |  |

| 7 maggio 2017 | Merseyside Nighthawks | 35 – 31 | Sheffield Giants |  |

| 7 maggio 2017 | Edinburgh Wolves | 15 – 20 | East Kilbride Pirates |  |

| 7 maggio 2017 | Bury Saints | 7 – 36 | London Blitz |  |

#### 6ª giornata
| 13 maggio 2017 | Edinburgh Wolves | 20 – 27 | Tamworth Phoenix |  |

| 14 maggio 2017 | Merseyside Nighthawks | 35 – 21 | Lancashire Wolverines |  |

| 14 maggio 2017 | London Blitz | 14 – 13 | London Warriors |  |

| 14 maggio 2017 | Bury Saints | 58 – 26 | Farnham Knights |  |

#### 7ª giornata
| 20 maggio 2017 | Edinburgh Wolves | 41 – 20 | Lancashire Wolverines |  |

| 21 maggio 2017 | Merseyside Nighthawks | 21 – 51 | Tamworth Phoenix |  |

| 21 maggio 2017 | Farnham Knights | 14 – 64 | London Blitz |  |

| 21 maggio 2017 | Bury Saints | 17 – 41 | London Warriors |  |

#### 8ª giornata
| 3 giugno 2017 | Edinburgh Wolves | 41 – 36 | Merseyside Nighthawks |  |

| 4 giugno 2017 | Tamworth Phoenix | 48 – 0 | Sheffield Giants |  |

| 4 giugno 2017 | Lancashire Wolverines | 19 – 37 | East Kilbride Pirates |  |

| 4 giugno 2017 | Bristol Aztecs | 14 – 34 | London Warriors |  |

| 4 giugno 2017 | Bury Saints | 38 – 0 | Farnham Knights |  |

#### 9ª giornata
| 10 giugno 2017 | Edinburgh Wolves | 13 – 20 | Sheffield Giants |  |

| 11 giugno 2017 | Lancashire Wolverines | 6 – 37 | Merseyside Nighthawks |  |

| 11 giugno 2017 | London Blitz | 22 – 6 | Bristol Aztecs |  |

| 11 giugno 2017 | Farnham Knights | 0 – 98 | London Warriors |  |

#### 10ª giornata
| 18 giugno 2017 | Tamworth Phoenix | 48 – 0 | East Kilbride Pirates |  |

| 18 giugno 2017 | London Blitz | 69 – 9 | Bury Saints |  |

#### 11ª giornata
| 25 giugno 2017 | East Kilbride Pirates | 14 – 45 | Merseyside Nighthawks |  |

| 25 giugno 2017 | Sheffield Giants | 35 – 7 | Lancashire Wolverines |  |

| 25 giugno 2017 | Bristol Aztecs | 9 – 42 | London Warriors |  |

#### 12ª giornata
| 2 luglio 2017 | Lancashire Wolverines | 7 – 39 | Tamworth Phoenix |  |

| 2 luglio 2017 | Sheffield Giants | 37 – 38 | Merseyside Nighthawks |  |

| 2 luglio 2017 | London Blitz | 46 – 6 | Bury Saints |  |

| 2 luglio 2017 | Farnham Knights | 6 – 46 | Bristol Aztecs |  |

#### 13ª giornata
| 9 luglio 2017 | Merseyside Nighthawks | 37 – 13 | Edinburgh Wolves |  |

| 9 luglio 2017 | East Kilbride Pirates | 7 – 59 | Tamworth Phoenix |  |

| 9 luglio 2017 | Lancashire Wolverines | 13 – 62 | Sheffield Giants |  |

| 9 luglio 2017 | London Warriors | 35 – 13 | London Blitz |  |

| 9 luglio 2017 | Bury Saints | 0 – 35 | Bristol Aztecs |  |

#### Recuperi 1
| 16 luglio 2017 | London Blitz | 58 – 14 | Farnham Knights |  |

#### 14ª giornata
| 23 luglio 2017 | Tamworth Phoenix | 44 – 7 | Edinburgh Wolves |  |

| 23 luglio 2017 | Merseyside Nighthawks | 59 – 13 | East Kilbride Pirates |  |

| 23 luglio 2017 | London Warriors | 30 – 0 | Bristol Aztecs |  |

| 23 luglio 2017 | Farnham Knights | 54 – 14 | Bury Saints |  |

#### 15ª giornata
| 30 luglio 2017 | East Kilbride Pirates | 32 – 16 | Lancashire Wolverines |  |

| 30 luglio 2017 | Sheffield Giants | 14 – 54 | Tamworth Phoenix |  |

| 30 luglio 2017 | Bristol Aztecs | 34 – 0 | Bury Saints |  |

#### 16ª giornata
| 6 agosto 2017 | Tamworth Phoenix | 62 – 3 | Merseyside Nighthawks |  |

| 6 agosto 2017 | Lancashire Wolverines | 0 – 48 | Edinburgh Wolves |  |

| 6 agosto 2017 | Sheffield Giants | 46 – 14 | East Kilbride Pirates |  |

| 6 agosto 2017 | London Warriors | 21 – 40 | London Blitz |  |

| 6 agosto 2017 | Farnham Knights | 19 – 58 | Bristol Aztecs |  |

### Classifica
Le classifiche della regular season sono le seguenti.
- PCT = percentuale di vittorie, G = partite giocate, V = partite vinte,  P = partite perse, PF = punti fatti, PS = punti subiti

#### Premiership North
| Pos. | Squadra               | PCT   | G  | V  | N | P  | PF  | PS  |
| ---- | --------------------- | ----- | -- | -- | - | -- | --- | --- |
| 1    | Tamworth Phoenix      | 1.000 | 10 | 10 | 0 | 0  | 494 | 79  |
| 2    | Merseyside Nighthawks | .700  | 10 | 7  | 0 | 3  | 346 | 289 |
| 3    | East Kilbride Pirates | .450  | 10 | 4  | 1 | 5  | 184 | 339 |
| 4    | Edinburgh Wolves      | .450  | 10 | 4  | 1 | 5  | 255 | 230 |
| 5    | Sheffield Giants      | .400  | 10 | 4  | 0 | 6  | 251 | 274 |
| 6    | Lancashire Wolverines | .000  | 10 | 0  | 0 | 10 | 112 | 418 |

#### Premiership South
| Pos. | Squadra         | PCT  | G  | V | N | P | PF  | PS  |
| ---- | --------------- | ---- | -- | - | - | - | --- | --- |
| 1    | London Blitz    | .900 | 10 | 9 | 0 | 1 | 398 | 151 |
| 2    | London Warriors | .800 | 10 | 8 | 0 | 2 | 398 | 135 |
| 3    | Bristol Aztecs  | .500 | 10 | 5 | 0 | 5 | 281 | 202 |
| 4    | Bury Saints     | .200 | 10 | 2 | 0 | 8 | 164 | 357 |
| 5    | Farnham Knights | .100 | 10 | 1 | 0 | 9 | 153 | 513 |

## Playoff e playout

### Tabellone
|  | Semifinali | Semifinali            | Semifinali |              |    | XXXI Britbowl    | XXXI Britbowl | XXXI Britbowl |  |
|  |            |                       |            |              |    |                  |               |               |  |
|  | 1N         | Tamworth Phoenix      | 38         |              |    |                  |               |               |  |
|  | 1N         | Tamworth Phoenix      | 38         |              |    |                  |               |               |  |
|  | 2S         | London Warriors       | 34         |              |    |                  |               |               |  |
|  | 2S         | London Warriors       | 34         |              | 1N | Tamworth Phoenix | 34            |               |  |
|  |            |                       |            |              | 1N | Tamworth Phoenix | 34            |               |  |
|  |            |                       | 1S         | London Blitz | 28 |                  |               |               |  |
|  | 2N         | Merseyside Nighthawks | 1S         | London Blitz | 28 | 14               |               |               |  |
|  | 2N         | Merseyside Nighthawks |            |              |    |                  |               |               |  |
|  | 1S         | London Blitz          | 54         |              |    |                  |               |               |  |

### Semifinali
| 13 agosto 2017 | Tamworth Phoenix | 38 – 34 | London Warriors |  |

| 13 agosto 2017 | London Blitz | 54 – 14 | Merseyside Nighthawks |  |

### XXXI Britbowl
| 26 agosto 2017, ore 17:00 | Tamworth Phoenix | 34 – 28 | London Blitz |  |

## Verdetti
- Tamworth Phoenix Campioni della Gran Bretagna e vincitori del Britbowl 2017